# Clark Kent (Smallville)
Clark Kent é um personagem fictício e o principal protagonista da série de televisão Smallville da The CW. O personagem de Clark Kent, criado originalmente para histórias em quadrinhos por Jerry Siegel e Joe Shuster em 1938 como a identidade secreta do Superman, foi adaptado para a televisão em 2001 por Alfred Gough e Miles Millar. Esta é a quarta vez em que o personagem foi adaptado para uma série de televisão em live-action. Clark Kent foi interpretado continuamente por Tom Welling, com vários outros atores interpretando Clark como uma criança. O personagem também apareceu em vários livros e histórias em quadrinhos da série Smallville. Até 2011, o Clark de Smallville tem aparecido em dezoito livros.
Na série, Clark Kent tenta viver a vida de um ser humano normal e luta para manter de seus amigos o segredo de sua herança alienígena. Ele tem um relacionamento de idas e voltas com Lana Lang durante as sete primeiras temporadas, cujas provações são baseadas em sua falta de honestidade sobre seu segredo. Em contraste com as encarnações anteriores do personagem, este Clark Kent começa como melhor amigo de Lex Luthor, que ele conhece após salvá-lo de um acidente. A amizade da dupla eventualmente se transforma em ódio um pelo outro. Em Smallville, os poderes de Clark aparecem com o tempo, pois ele desconhece a extensão deles no começo da série; por exemplo, sua visão de calor e super respiração não se desenvolvem até a segunda e sexta temporada, respectivamente.
Ao desenvolver a versão de Smallville de Clark Kent, os produtores decidiram reduzi-lo à "essência pura" do Superman; ele também é falível, o que permite ao público ver sua humanidade, mas que ele também é "... bom até o núcleo". Na série, ele foi visto pela crítica, e intencionalmente retratado pelos cineastas, como uma representação simbólica de Jesus Cristo. Tom Welling foi nomeado para vários Teen Choice Awards e Saturn Awards por sua interpretação de Clark Kent desde a primeira temporada da série.
Tom Welling reprisou seu papel como Clark Kent no crossover de 2019 no Arrowverse, "Crisis on Infinite Earths".

## Papel emSmallville
Clark Kent aparece pela primeira vez no episódio piloto de Smallville, como um adolescente com habilidades sobre-humanas, usando elas para ajudar os outros em perigo. Clark é adotado por Jonathan e Martha Kent (John Schneider e Annette O'Toole) como uma criança, quando ele cai na Terra no dia da chuva de meteoros de Smallville em 1989. Doze anos depois, tentando encontrar seu lugar na vida após ouvir de seu pai adotivo que ele é um alienígena, Clark salva a vida de Lex Luthor (Michael Rosenbaum), o filho do bilionário Lionel Luthor (John Glover), e os dois se tornam amigos rapidamente. Durante a primeira temporada, Clark luta com o fardo de manter seus poderes em segredo para as pessoas próximas a ele. Em particular, ele tem medo de se abrir com Lana Lang (Kristin Kreuk) por medo de que ela não o aceite se souber de suas origens extraterrestres.
No episódio "Rosetta" da segunda temporada, Clark descobre sua herança Kryptoniana, incluindo sua língua nativa, seu nome de nascimento (Kal-El) e o plano de seu pai biológico Jor-El (Terence Stamp) para ele governar o mundo. Com medo de não conseguir controlar seu próprio destino, Clark foge para Metrópolis no final da segunda temporada, deixando para trás Lana, com quem começou a desenvolver um relacionamento romântico. Na estréia da terceira temporada, três meses depois, Clark é levado para casa por seu pai, que concordou em permitir que Jor-El leve Clark em um momento indeterminado no futuro. No final da terceira temporada, uma garota que se autodenomina Kara chega à fazenda Kent e afirma ser de Krypton. Depois que Kara prevê que os amigos de Clark estão destinados a deixá-lo ou traí-lo, Clark decide deixar Smallville. Quando Jonathan tenta intervir, Jor-El ameaça matá-lo. Para salvar a vida de seu pai adotivo, Clark concorda em prosseguir com sua decisão de sair..
Na estreia da quarta temporada, Clark retorna a Smallville. Ele foi "reprogramado" por Jor-El para buscar as três pedras do conhecimento para que ele pudesse cumprir seu destino. Ele conhece Lois Lane (Erica Durance), que está investigando a suposta morte de sua prima, e a melhor amiga de Clark, Chloe Sullivan (Allison Mack). Clark, com a ajuda de sua mãe, recupera o controle sobre sua mente e se recusa conscientemente a procurar as pedras. No final da quarta temporada, um "grande mal" é despertado no espaço depois que Clark desafia as instruções de Jor-El e falha em obter as três pedras do conhecimento. Com uma nova chuva de meteoros atingindo Smallville, Clark encontra as pedras restantes e é transportado para o Ártico, onde as três pedras criam a Fortaleza da Solidão.
Na estreia da quinta temporada, Clark interrompe seu treinamento para retornar a Smallville, mas quando ele não consegue retornar à Fortaleza antes do pôr do sol, ele é destituído de seus poderes. No episódio "Hidden", Clark começa um relacionamento honesto com Lana, mas é morto tentando salvar a cidade de um morador que espera matar todos as "... aberrações do meteoro". Jor-El ressuscita Clark, mas o avisa que alguém que ele ama terá que tomar seu lugar. Clark se preocupa com quem será sacrificado em troca de sua salvação. No episódio "Reckoning", Lana é morta. Não querendo aceitar isso, Clark volta no tempo para salvá-la. Como resultado, é o pai adotivo de Clark que se torna o sacrifício quando ele sofre um ataque cardíaco fatal. No final da quinta temporada, Clark enfrenta  Brainiac (James Marsters), uma inteligência artificial Kryptoniana na forma de um homem. Clark luta para impedir Brainiac de libertar o criminoso Kryptoniano Zod da Zona Fantasma. Clark falha e se torna preso na Zona Fantasma, enquanto Zod escapa e parte para conquistar a Terra.
Na estreia da sexta temporada, Clark escapa da Zona Fantasma — inadvertidamente liberando vários dos prisioneiros no processo — e retorna para Smallville, onde luta e derrota Zod. Os outros fugitivos da Zona Fantasma se tornam o foco principal de Clark na sexta temporada. Ele também deve lidar com o relacionamento romântico de Lana com Lex, que culmina em seu noivado no episódio "Promise" da sexta temporada. O final da sexta temporada revela que o último dos criminosos da Zona Fantasma é na verdade um experimento genético criado por cientistas Kryptonianos. O fugitivo ataca Clark, clonando seu DNA, e se torna o doppelgänger de Clark. Na estreia da sétima temporada, Clark, junto com John Jones (Phil Morris), derrota seu doppelgänger. Conforme a temporada continua, Clark descobre que uma sociedade secreta conhecida como Veritas estava ciente de sua aterrissagem em Smallville durante a primeira chuva de meteoros e, além disso, possui um dispositivo que supostamente permite que eles o controlem. No final da sétima temporada, Clark é confrontado por Lex na Fortaleza da Solidão. Lex descobriu o segredo de Clark e possui o dispositivo Veritas, que ele usa, resultando no colapso da Fortaleza em torno dele e Clark.
Na estreia da  oitava temporada, é revelado que o dispositivo Veritas não permite que outros controlem Clark, mas o tira de seus poderes. Vagando pelo mundo com gangsters russos, Clark é finalmente encontrado e resgatado por Oliver Queen (Justin Hartley) e John Jones, com o último restaurando os poderes de Clark. Durante a oitava temporada, Clark usa seu novo trabalho no Planeta Diário para acessar informações antecipadas, que ele usa para impedir o crime na cidade. Nos episódios subsequentes, Clark adota o nome "Borrão Vermelho-Azul" como seu apelido de super-herói. Perto do final da temporada, Clark luta com a ideia de ter que matar Davis Bloome (Sam Witwer), um novo amigo, depois de descobrir que Davis é na verdade Apocalypse, uma criatura geneticamente modificada criada por Zod para matar Clark e destruir a Terra. No final da oitava temporada, Clark encontra uma maneira de separar a personalidade de Davis da de Apocalypse, e enterra Apocalypse abaixo do solo. Quando Davis subsequentemente mata Jimmy Olsen (Aaron Ashmore), Clark decide que suas emoções aprendidas pelos humanos lhe causaram muitos problemas, pois foi sua compaixão por Davis que levou à morte de Jimmy. Ele jura que "Clark Kent está morto".
O início da nona temporada revela que Clark começou a treinar com Jor-El, o que é mostrado por ele usar o brasão de sua família no peito quando em sua personalidade de super-herói.. Depois de perceber que existem outros Kryptonianos na Terra, sem poderes especiais e liderados por Zod (Callum Blue), Clark decide ajudá-los a se adaptarem a viver como humanos. Quando Zod é baleado e morto, Clark usa seu próprio sangue para trazê-lo de volta à vida, resultando em Zod recuperando seus poderes Kryptonianos. Zod permite que os outros Kryptonianos recuperem seus poderes também, e os une para destruir o mundo a fim de transformá-lo em um novo Krypton. Nesta temporada, Lois e Clark começam um relacionamento romântico, enquanto Lois também auxilia "O Borrão" em seus esforços heróicos. Clark beija Lois enquanto ele é "O Borrão" no final da nona temporada e, sem saber, revela a ela a verdade. Depois, ele convence os Kryptonianos a deixar a Terra por um novo planeta desabitado. Clark então sacrifica sua própria vida para enviar Zod, através de um portal, para longe da Terra.
A décima temporada começa com Clark preso na vida após a morte, onde Jor-El o informa que uma grande escuridão está chegando à Terra. Clark é ressuscitado sem saber por Lois, que agora sabe que ele é "o Borrão". Jor-El também informa a Clark que ele não está pronto para ser o verdadeiro salvador da Terra, pois há demônios internos que Clark deve superar primeiro. No episódio "Homecoming", Clark é visitado por Brainiac 5, que mostra a Clark como seu passado moldou seu presente e um dia moldará seu futuro; incluindo uma visão do eu futuro de Clark quando ele abraçou totalmente seu destino. No episódio "Ísis", Clark revela seu segredo para Lois apenas para descobrir que ela já sabia que ele era "o Borrão", o que é seguido em um episódio posterior por Clark propondo casamento a Lois. Clark percebe que, para ser o herói de que o mundo precisa, ele terá que sair das sombras e ir para a luz. Como resultado, Clark toma a decisão de transformar "Clark Kent" em um verdadeiro disfarce — optando por usar óculos e alterar seus maneirismos para ser mais tímido e reservado — para que o Borrão não tenha que esconder seu rosto para o mundo. No final da série, a escuridão, que se revela ser Darkseid, chega à Terra para escravizar toda a humanidade. Clark percebe que toda a sua vida foi um grande teste por Jor-El; aceitando seu verdadeiro destino, o Borrão salva a Terra do Apokolips de Darkseid. A série termina saltando anos para o futuro, onde Clark e Lois finalmente se casarão, e Clark abraçou sua nova identidade como "Superman".

"Com a kryptonita vermelha, ele está completamente ciente das consequências de suas ações no momento, mas ele não se importa! Ele não se importa com o que acontece com você e certamente não se importa com o que acontece a si mesmo, porque provavelmente percebe que nada pode acontecer com ele."

— Tom Welling sobre o efeito da kryptonita vermelha em Clark.

Ao longo da série, Clark ganha e se ajusta a novas habilidades, incluindo visão de raios-X na primeira temporada, visão de calor na segunda temporada e super audição na terceira temporada. Clark voou não oficialmente na estreia da quarta temporada, quando foi reprogramado como "Kal-El" por seu pai biológico, mas ao recuperar sua memória, ele se esqueceu de como usar a habilidade. Na sexta temporada, Clark ganhou seu super supro. No final da série, Clark aprende a voar. Clark também descobre novas vulnerabilidades conforme a série avança, incluindo "rochas de meteoros verdes" ou (kryptonita), que ele descobre que podem enfraquecê-lo e potencialmente matá-lo. Várias outras formas de kryptonita apareceram conforme a série continuava, cada uma com um efeito diferente. A kryptonita vermelha removeu as inibições de Clark. A kryptonita preta separou a personalidade kryptoniana de Clark de seu eu humano, criando duas formas físicas distintas, e a kryptonita azul retira todas as habilidades kryptonianas de Clark, desde que esteja em contato com ele. As temporadas subsequentes também revelaram que Clark pode ser vulnerável a armas alienígenas e magia.

## Interpretação
Em outubro de 2000, os produtores Alfred Gough e Miles Millar começaram sua procura para os três papéis principais e tiveram diretores de elenco em dez cidades diferentes procurando atores. Após meses, Tom Welling foi escalado como Clark Kent. Jensen Ackles, o segundo colocado para o papel de Clark Kent, depois interpretaria Jason Teague como regular da quarta temporada. Brandon Routh, que também chegou a fazer teste para interpretar Clark Kent em Smallville, depois interpretaria Clark Kent/Superman em Superman Returns. Além de Welling, quatro outros atores interpretaram Clark como um menino/adolescente: Malkolm Alburquenque interpretou Clark de três anos de idade no piloto e no episódio "Lineage" da segunda temporada; Brandon Fonseca interpretou o jovem Clark no episódio "Vengeance" da quinta temporada; e no episódio "Abyss" da oitava temporada, Jackson Warris desempenhou o papel. Além disso, em uma realidade alternativa no episódio "Apocalypse" da sétima temporada, um adolescente Clark Kent foi interpretado por Brett Dier.
O diretor do piloto, David Nutter, estava olhando fotos de atores e tropeçou na imagem de Tom Welling. Quando ele perguntou sobre Welling, o diretor de elenco disse que o agente de Welling não queria que ele fizesse o papel porque isso poderia prejudicar sua carreira no cinema. Depois de uma conversa com o agente de Welling, Nutter fez Welling ler o roteiro do piloto, o que o convenceu a fazer o papel. Os medos iniciais de Welling foram reprimidos após a leitura do roteiro, quando ele percebeu que a série não era sobre Clark "... ser um super-herói ...", mas mais sobre o personagem tentando viver uma vida normal como um adolescente.
Quando Tom Welling fez o teste para o papel, ele não tinha certeza de como se preparar. Enquanto se preparando para o papel, ele percebeu que o personagem é uma coisa acima de tudo: "... um garoto do ensino médio ...." Para Welling, simplesmente atuar como se fosse um adolescente normal, em vez de um super-herói, foi a maneira perfeita de incorporar o personagem. Welling percebeu que, ao fazer isso, os efeitos especiais e outros elementos de produção preencheriam as lacunas e aperfeiçoariam o personagem na tela. Para um de seus testes, ele leu a cena do cemitério com Kristin Kreuk (o primeiro membro do elenco da série a ser escalado), e a rede considerou que eles tinham "... grande química".
Welling geralmente não estava familiarizado com a mitologia do Superman, tanto que quando um episódio de Lois & Clark: The New Adventures of Superman foi ao ar na televisão, mostrando Clark Kent (Dean Cain) aprendendo sobre sua herança Kryptoniana, Welling imediatamente se desligou da série. De acordo com Welling, ele queria aprender sobre a herança de Clark ao mesmo tempo em que Clark aprendia sobre ela em Smallville. Welling acreditou que era importante para ele aprender com o personagem, ajudá-lo a ser o Clark Kent idealizado por Alfred Gough e Miles Millar. O ator acreditou que sua falta de conhecimento da mitologia do Superman ajudou em sua atuação, porque Gough e Millar montaram a série de forma que a mitologia anterior não fosse tão importante. Welling também gostou de estar na mesma situação que Clark, sem saber o futuro do personagem, além do fato de que ele será o Superman. Quando Welling conseguiu o papel de Clark Kent, ele recebeu vários presentes relacionados ao Superman, incluindo livros e brinquedos, que Welling planejou deixar fechados até que a série acabasse. Welling foi inflexível desde o início que ele não tinha assinado para interpretar o Superman, mas sim Clark Kent em sua jornada para se tornar o Superman e, como tal, não tinha intenção de usar o traje.
Durante as filmagens, Welling teve permissão para dar informações sobre como seu personagem reagiria em certas situações, incluindo mover a cena entre salas ou solicitando ao diretor maneirismos específicos para enfatizar uma emoção específica.

## Desenvolvimento do personagem

### Progressão da história
No início da série, Clark ainda estava aprendendo como lidar com sua vida, aprendendo a controlar seus poderes e encontrar a melhor solução para todos. Sua principal prioridade era se encaixar com seus amigos na escola e ser um cara normal. Inicialmente, o maior problema de Clark foi o fato de não poder compartilhar seu segredo com ninguém de quem gostasse. De acordo com Welling, "Ele está sobrecarregado com muitas responsabilidades. Ele não foi capaz de escolher se tinha ou não essas habilidades. Toda essa responsabilidade foi apenas imposta a ele e ele tem que lidar com isso. Há momentos em que ele vai para casa e pensa consigo mesmo: 'Por que eu?' Ele gostaria que tudo acabasse e ele pudesse ser apenas normal. Isso é parte do dilema do personagem que o torna interessante de interpretar." Welling notou que a série não era sobre Clark sempre salvando o dia, mas mais sobre como usar seus poderes "...aliená-lo dos outros". Welling concluiu que, no final da terceira temporada, Clark decidiu que deixar Smallville e ir com Jor-El era algo que salvaria a todos de muita dor a longo prazo. Welling descreveu por que Clark finalmente cedeu a Jor-El no final da terceira temporada:
"Se você não pode lutar contra eles, é melhor se juntar a eles [...] ele estava escolhendo o menor dos dois males para ir com Jor-El. Acho que uma combinação dessas duas coisas provavelmente resumiria tudo. Muitas vezes em sua vida, você chega a um ponto em que pensa, 'Eu simplesmente não posso lutar mais contra isso. Não há nada que eu possa fazer a respeito, então é melhor eu me levantar da cama e ir trabalhar! 'E, de certo modo, foi isso que Clark teve que fazer. De alguma forma, ele tinha que tentar enfrentar o que estava causando tanta dor a ele—e a todos os outros tanta dor—e talvez ele raciocinou que, ao causar um pouco de dor a todos os outros, ele poderia salvá-los de muita dor no longo prazo."
Um momento significativo na história do personagem veio quando Clark decidiu jogar futebol na quarta temporada, criando um conflito entre ele e seu pai. O roteirista Darren Swimmer se refere a este momento como um "... retorno a ["Hothead"] ..." na primeira temporada. Para ele, quando Clark desafia Jonathan e se junta à equipe de qualquer maneira, significa o momento em que Jonathan finalmente decide que pode confiar em Clark para não machucar ninguém. O roteirista Todd Slavkin viu isso como Clark finalmente emergindo da sombra de seu pai. Mais dois momentos significativos aconteceram na temporada seguinte. Primeiro, Clark perdeu seus poderes quando não conseguiu retornar a Jor-El para terminar seu treinamento; deixando-o humano e vulnerável. De acordo com Welling, "... [Clark] aprendeu um pouco mais sobre o que é ser humano, fisicamente. Emocionalmente, ele está muito perto de tentar entender isso. Isso acrescentou mais peso às suas habilidades quando ele as recuperou, e isso o fez perceber suas responsabilidades pelo que ele tem." O segundo momento veio no 100º episódio da série, com a morte do pai adotivo de Clark. A decisão de matar Jonathan foi feita para que Clark pudesse finalmente entrar em seu destino, permitindo que Clark, o garoto, se tornasse Clark o homem, como explicado por Gough. Para fazer isso, ele precisava que seu mentor morresse, para que ninguém mais o protegesse do mundo. Welling viu o 100º episódio da série como a chance de seu personagem evoluir e crescer. John Schneider viu o mesmo catalisador para a evolução de Clark. De acordo com Schneider, a morte de Jonathan inspirou Clark a fazer o movimento em direção ao seu eventual destino. Jonathan forneceu tal exemplo de sacrifício que deixa um vazio em Clark. Para preencher esse vazio, Clark teria que se tornar o Superman. A argumentação de Schneider foi que, se Jonathan não fosse o homem que era, quando chegasse o momento em que o mundo precisava do Superman, Clark não teria sido capaz de assumir essa persona, porque não perceberia que o mundo precisava dele.
A roteirista Holly Harold observou que a introdução do Arqueiro Verde (Justin Hartley) permitiu que Clark amadurecesse mais na sexta temporada. Clark foi capaz de ver como outros alcançaram os mesmos objetivos, mas usou caminhos alternativos que talvez cruzassem os limites morais. Isso ensinou Clark a começar a pensar nas coisas da perspectiva de seus oponentes. Por fim, na sexta temporada, Clark aprendeu que seria seu lado humano que lhe permitiria se tornar o herói que precisava ser, resumido pelo roteirista Turi Meyer como "...em breve será o Homem de Aço". A cada temporada, Clark ganhava ideias sobre como não usar mal suas habilidades dos vilões com mutação de kryptonita que as usavam para o crime. Em temporadas posteriores, Clark viu como mesmo aqueles que usaram suas habilidades para o bem ainda podem ter ações questionáveis, especificamente Arthur Curry (Alan Ritchson) e Andrea Rojas (Denise Quiñones), embora Clark os tenha ajudado a tomar o caminho certo. Esses episódios reiteraram o efeito que os pais de Clark tiveram sobre como ele usava suas habilidades. Clark também aprendeu que não pode fazer tudo sozinho, mesmo tendo optado por não se juntar à equipe de super-heróis de Oliver no final do episódio "Justice". Para Meyer, a sexta temporada mostrou que Clark ainda estava lutando para aceitar seu destino, mas deu alguns passos em direção ao dia em que colocaria a capa e se tornaria o Superman.

### Caracterização
A ideia que Gough e Millar tiveram para a versão da série de Clark Kent foi desnudá-lo até sua "... essência pura ...", descobrindo as razões pelas quais Clark se tornou o Superman. Em Smallville, Clark é falível, como explica Gough: 
O que tentamos retratar ... é que Clark nem sempre toma as decisões certas e, por não tomar as decisões certas, traz mais consequências para si mesmo. Seja fugir de Jor-El no final da segunda temporada ou escolher a humanidade em vez de algum tipo de missão kryptoniana, essas decisões o colocam em mais problemas e causam mais sofrimento às pessoas, ou no caso de Jonathan Kent, morrem.
 Welling concordou com a opinião de Gough sobre a falibilidade de Clark, afirmando que os erros que Clark cometeu mostraram sua humanidade.
Mesmo que Clark pudesse fazer as escolhas erradas, "Aqua" da quinta temporada ajudou a ilustrar o conceito de que Clark era "...bom até o núcleo". O episódio mostrou como ele podia ser protetor com alguém, mesmo quando essa pessoa o irritava. Neste caso, ele estava tentando avisar Lois que Arthur Curry pode não ter sido o homem que ela acreditava que ele era. Este conceito foi repetido por Julia Waterhous, do Seattle Times, que observou que Clark, apesar de todas as suas falhas, sempre coloca os outros antes de si mesmo. Os colegas atores de Welling também tiveram suas próprios intuições sobre o personagem. Kristin Kreuk viu Clark como uma alma gêmea triste, solitária, mas também cativante; enquanto John Schneider classificou Clark como uma criança com necessidades especiais.

Acima: A cena no episódio piloto, onde Clark é amarrado a um poste de espantalho, atraiu comparações iniciais com Jesus Cristo e sua crucificação.

Assim como sua contraparte dos quadrinhos, o Clark Kent de Smallville foi uma representação simbólica de Jesus Cristo. Estabelecido no início, o episódio piloto incluiu um momento em que Clark foi crucificado em um poste de espantalho durante um trote na escola. Rob Owen, do Pittsburgh Post-Gazette, notou a imagem de Cristo da cena, afirmando: "É de se admirar que Clark tenha ficado preso lá, já que o Superman também foi 'enviado para nos salvar'?" Ecoando Owen, Judge Byun identificou o mesmo simbolismo: "Superman é, de certa forma, o substituto da cultura pop secular de Jesus Cristo, uma figura messiânica para nossa geração. A série torna esse tema explícito em seu episódio piloto, no qual Clark é simbolicamente "crucificado" em um milharal. Esse pedaço impressionante de simbolismo se torna a preocupação central da série; Clark é o salvador que sacrifica tudo para o bem maior da humanidade e Smallville nos mostra como ele chega a aceitar e abraçar esse papel."
Isso foi estendido até o final da nona temporada, onde Clark sacrificou sua própria vida no final, no intuito de enviar o General Zod e o resto dos Kandorianos para o próprio mundo deles. Ao fazer isso, Clark caiu de um prédio "... em completa pose da crucificação, deixando claro que ele está se sacrificando pelo bem do planeta". Até este ponto, Tom Powers da Cinefantastique sugeriu que essas imagens e ênfases metafóricas por meio de trocas de diálogo foram tão "mão peada" que um indivíduo muito devoto poderia considerá-las ofensivas.
Além de alusões religiosas, a equipe usou esquemas de cores e movimentos de câmera para criar seus próprios temas para os personagens. Como a série foi contada do ponto de vista de Clark, elementos visuais específicos foram utilizados para ilustrar uma característica específica. Quando ele estava seguro em casa, as cores usadas para ilustrar o ambiente eram quentes e suaves, com um tom terra, enquanto o movimento da câmera era suave também. Quando Clark estava guardando seu segredo, mas não havia perigo por perto, a iluminação era mais neutra, com maior movimentação da câmera. Quando havia perigo, a iluminação ficava mais fria com mais tons de cinza e azul, e a câmera mudava para uma mão, permitindo ângulos mais extremos.

### Relacionamentos
Os relacionamentos de Clark com os outros personagens evoluíram ao longo do série. O relacionamento de Clark com Lex Luthor era simbólico, já que os dois compartilhavam um tipo de relacionamento yin e yang. No piloto, Clark primeiro salvou Lex de um afogamento após um acidente de carro; no final do episódio, Lex salvou Clark quando ele foi pendurado no milharal e imobilizado por kryptonita. Seu relacionamento com Lex foi testado por sua falta de honestidade, assim como foi com Lana nas primeiras seis temporadas; o mesmo pode ser dito sobre a desonestidade de Lex com Clark. Ambos os personagens queriam ser completamente honestos um com o outro, mas sabiam que não podiam, o que inibiu a amizade deles.
Seu relacionamento com Lana Lang foi um dos relacionamentos centrais de Smallville. Quando Clark e Lana se encontraram no cemitério, Clark percebeu que havia encontrado alguém que o entendia, com quem ele poderia conversar, mesmo que não fosse da maneira tão forte como ele gostaria. Embora Clark se sentisse próximo de Lana, seu medo de que ela "... o expulsasse de sua vida ..." se ela descobrisse seu segredo — que ele veio na chuva de meteoros que matou os pais dela — era forte o suficiente para impedi-lo de se tornar tão próximo dela quanto ele desejava. A falta de honestidade causou problemas entre eles. Judge Byun se perguntou como este Clark Kent teria espaço em seu coração para Lois Lane mais tarde na vida, já que ele havia saltado para frente e para trás entre Lana e Chloe na primeira temporada.
Com o namorado de Lana fora na segunda temporada, a porta se abriu para Clark, mas Welling afirmou que entendia por que os produtores continuaram a manter Clark e Lana separados, mesmo após a partida de Whitney: "Existe o clichê de que séries de televisão com um interesse amoroso principal falham quando eles ficam juntos." Depois de brevemente estarem juntos no início da quinta temporada, a educação de Clark não foi suficiente para ajudá-lo a lidar com a perda de Lana para Lex no final da quinta temporada. Welling admite que Clark aprendeu a deixar Lana fazer suas próprias escolhas e não ficar no caminho dela, mas seu problema com o relacionamento dela com Lex era que Lex é um indivíduo perigoso e colocava a segurança de Lana em risco. Além disso, Clark aprendeu a trilhar a estrada solitária de um herói. Sua incapacidade de lidar com Lana seguindo em frente com Lex foi transportada para a sexta temporada. Essa temporada foi a época em que os roteiristas colocaram Clark em um tormento emocional, com Lana aceitando o pedido de casamento de Lex. Para a roteirista Kelly Souders, isso representou o pior medo de Clark: a mulher que ele amava estava se casando com seu pior inimigo.
Além de Lana, Clark teve um relacionamento crescente com Lois. A quinta temporada viu o derretimento do gelo entre os dois personagens, que continuavam a bater de frente um com o outro. O produtor executivo Darren Swimmer acreditou que o público poderia finalmente começar a ver uma atração crescente entre os dois, e o fato de que ambos estariam ao lado do outro em um momento de necessidade. Erica Durance acreditou que Lois na quinta temporada, por causa de suas paredes auto-impostas, ria de qualquer ideia de que ela tinha um interesse romântico por Clark, mesmo que essa ideia fosse verdade. Na sexta temporada, Durance descreveu a relação entre Lois e Clark como algo que nenhum dos personagens queria colocar um rótulo oficial. Em vez disso, Durance acreditou que, na sexta temporada, Clark e Lois estavam satisfeitos em se identificar com um rótulo de "amizade de irmão e irmã", ao invés de tentar descobrir como cada um realmente se sentia. Seu relacionamento com Lois foi incluído na lista do TV Guide dos melhores casais da TV de todos os tempos.

### Traje

Na nona temporada, Clark começou a usar um traje preto enquanto lutava contra o crime em Metrópolis.

Durante a maior parte da série, Clark não usou nenhum tipo de traje quando estava em suas atividades de super-herói. Da primeira à oitava temporada, Clark estava normalmente vestido em vermelho, amarelo e azul (as cores tradicionais do traje do Superman) ou nas cores americanas de vermelho, branco e azul. Isso incluiu o uso primário de uma camiseta azul por baixo de uma jaqueta vermelha ou de uma camiseta vermelha por baixo de uma jaqueta azul. Na nona temporada, os produtores decidiram criar um traje real para Clark usar enquanto patrulhava as ruas de Metrópolis. Abandonando o tema de vermelho, azul e amarelo, os produtores optaram por manter o traje totalmente preto, exceto por um símbolo prateado do "S" do Superman pintado na frente. Em vez da capa tradicional, a jaqueta vermelha de Clark é trocada por um sobretudo preto.. Isso atraiu uma comparação com o personagem de Neo da série de filmes The Matrix. Também foi comparado ao traje preto que o Superman vestiu quando ele foi ressuscitado, após sua morte nas mãos de Apocalypse nos quadrinhos.
Na estréia da décima temporada, o público teve seu primeiro vislumbre do trajo tradicional do Superman, que foi deixado para Clark por Martha no final da nona temporada. Embora o traje tenha sido visto brevemente através de um reflexo nos olhos de Clark no final da nona temporada, o traje que apareceu na estréia da décima temporada tinha um visual diferente. Os produtores, trabalhando ao lado da Warner Bros. e da DC Comics, adquiriram o traje usado por Brandon Routh em Superman Returns, que a equipe escolheu ao invés do traje de Christopher Reeve dos anos 1980. A DC Comics ofereceu o traje usado por Reeve, mas Peterson explicou que ele "... simplesmente não combinava com o nosso mundo". De acordo com a produtora Kelly Souders, "Bem, o processo foi realmente um esforço de grupo. Nós trabalhamos com a DC, e temos Alicia Louis, que faz muitas coisas para nós no estúdio e que foi realmente instrumental. Demorou um pouco para conseguir aquele traje." Peterson afirmou que o traje desempenha um papel mais importante na última temporada, com a última cena de Smallville terminando com Clark vestindo-o. Antes disso, Clark começou a usar uma novo traje no episódio "Shield" da décima temporada. Aqui, Clark substituiu o sobretudo preto por uma jaqueta de couro vermelha, e o símbolo "S" agora adicionado no peito dessa jaqueta.

## Recepção
Em 2002, Welling foi nomeado para seu primeiro Saturn Award de Melhor Ator em uma série de televisão, por sua interpretação de Clark Kent em Smallville. Em seguida, Welling foi nomeado para mais quatro anos consecutivos, 2003 a 2006, para o Saturn Award de Melhor Ator em uma série de televisão. No mesmo ano ele foi indicado para o Saturn Award, Welling ganhou um Teen Choice Award para Melhor Estrela Masculina da TV, por seu papel como Clark Kent na primeira temporada de Smallville. Embora ele não tenha ganhado um Teen Choice Award desde então, assim como com o Saturn Awards, ele foi indicado para Melhor Ator na televisão pelos quatro anos consecutivos após sua vitória de 2003 a 2006, Embora ele não foi nomeado em 2007, ele recebeu um reconhecimento com uma indicação em 2008 e 2009 para Melhor Ator de uma série de Ação e Aventura. Welling foi também nomeado para o Teen Choice Awards de 2006 para o Casal Mais Belo e a Melhor Química da TV, com sua co-estrela Kristin Kreuk. No Teen Choice Awards de 2009, Tom Welling recebeu o prêmio de Melhor Ator em uma série de Ação e Aventura. Welling foi incluído na lista do TV Guide de "Combatentes do Crime mais Sexy da TV".
Bryan Byun, do DVD Verdict, acredita que Welling foi a escolha perfeita para Clark Kent: "Não consigo imaginar um ator mais ideal para interpretar este garoto de fazenda superpoderoso do que Tom Welling, com seu rosto saudável e honesto e sua beleza heróica—Welling não apenas se assemelha a Christopher Reeve fisicamente, mas tem todo o charme sincero que fez de Reeve a quintessência do Superman." Ron Hedelt, do The Free Lance–Star, comparou as atuações de Welling como Clark Kent com as atuações de Christopher Reeve nos filmes do Superman, afirmando que Welling consegue interpretar um "...doce e despretensioso adolescente..." enquanto mostra Clark lutando com a verdade sobre si mesmo. Rob Worley do Comics2Film também escreveu sobre a semelhança física de Welling com Christopher Reeve, observando que o ator deu profundidade ao personagem com sua atuação convincente do desejo de Clark de se encaixar. Ao comparar o Clark Kent de Smallville ao Superman de Bryan Singer, interpretado por Brandon Routh, em Superman Returns, Julia Waterhous do Seattle Times considerou o Clark Kent de Smallville o personagem mais intrigante. Waterhous explicou que isso era devido à turbulência interna de Clark — não ser capaz de contar seu segredo àqueles que amava — e ao fato de que não importava quais fossem seus defeitos ele continuou a colocar os outros antes de si mesmo, permanecendo "... puro e bom ... ". Ela explicou que isso permitiu que o público se tornasse íntimo do personagem, algo que faltava na versão do filme. De acordo com a Associated Press, a popularidade de Welling como Clark Kent em Smallville fez com que os fãs da série desejassem que ele assumisse o papel que Routh recebeu em Superman Returns.

## Mercadoria
A DC Direct lançou action figures de Clark Kent, junto com outros personagens de Smallville. O primeiro conjunto de action figures foi lançado em 2 de outubro de 2002 e foi modelado de acordo com a aparição de Clark na primeira temporada. O segundo conjunto foi lançado em 7 de maio de 2008 e foi concebida após a aparição de Clark no episódio "Justice" da sexta temporada.

## Aparições em outras mídias

### Livros
Clark Kent de Smallville também apareceu em duas séries de livros. A primeira foi publicada pela publicação Aspect; consistindo em oito romances, que começou em outubro de 2002 e terminou em março de 2004. A segunda série foi publicada pela Little, Brown Young Readers, também a partir de outubro de 2002, com um total de dez livros publicados até abril de 2004.
No primeiro livro da Aspect, Smallville: Strange Visitors, escrito por Roger Stern, Clark tentou impedir que dois vigaristas religiosos roubassem a cidade com seus seminários espirituais aprimorados com kryptonita. O primeiro livro da Little, Arrival, narrou os eventos do piloto do série como escrito pelo autor Michael Teitelbaum, e seu segundo livro, See No Evil, também publicado em outubro de 2002 e foi escrito por Cherie Bennett e Jeff Gottesfeld — que também escreveram episódios da série — mostrou Clark tentando impedir Dawn Mills, uma jovem atriz, de ferir as pessoas que falam mal dela, usando seu poder para ficar invisível.
Em 1 de novembro de 2002, a Aspect publicou o livro de Alan Grant, Smallville: Dragon, que teve Clark sendo hipnotizado para acreditar que ele era um adolescente humano normal, sem habilidades. Flight da Little mostrou Clark tentando dar apoio emocional a uma jovem que tem grandes asas. O próximo livro da Aspect, Hauntings, acompanhou Clark e seus amigos enquanto eles investigavam uma presença fantasmagórica em uma das casas mal-assombradas de Smallville. Animal Rage mostra Clark presenciando uma ativista dos direitos dos animais que tenta ferir as pessoas que estão fazendo mal aos animais em Smallville. Aspect trouxe Dean Wesley Smith para seu próximo livro, Whodunit, que envolveu Clark, Chloe, Lana e Pete investigando o assassinato de um menino e sua irmã.
A Little publicou seus próximos dois livros em abril e junho de 2003. O primeiro, Speed, teve Clark lutando contra crimes de ódio em Smallville. O segundo, Buried Secrets, acomppanhou Clark e Lex enquanto os dois se apaixonavam por uma professor substituta de espanhol, leitora de mentes. No livro, a amizade de Clark e Lex foi colocada em risco enquanto os dois competiam pelo amor da professora. Em 9 de setembro de 2004, a Aspect publicou Shadows, onde Clark deve parar o pai cientista de uma garota, que criou um monstro que está matando pessoas. Runaway mostrou Clark deixando Smallville e morando nas ruas de Metrópolis com outros adolescentes sem-teto. Clark se apaixonou por uma das garotas antes de voltar para casa. Smallville: Silence tem Clark e seus amigos investigando o aparecimento de zumbis. Greed da Little acompanhou Clark e seus amigos enquanto eles arranjavam empregos como conselheiros de verão para jovens desfavorecidos. Pete tentou abusar das habilidades de Clark, induzindo-o a jogar um jogo de basquete e depois apostando no resultado.
Alan Grant voltou para escrever Curse, sobre um coveiro que lançou uma maldição de 150 anos em Smallville, e a tentativa de Clark de colocar tudo de volta como estava. Em Temptation, Clark usou kryptonita vermelha para tentar impressionar Lana e Chloe depois que elas se apaixonaram por um novo estudante francês de intercâmbio. A Aspect lançou seu último livro em 1 de março de 2004; escrito por Devin K. Grayson, City narrou a viagem de Clark e Lex a Metrópolis. Enquanto na cidade, a dupla foi pega entre a máfia japonesa e um agente secreto que acreditava ter encontrado um alienígena. No último livro da Little, Brown Young Readers, escrito por Cherie Bennett e Jeff Gottesfeld, Sparks mostrou Clark tentando salvar Chloe depois que ela foi exposta a uma exibição de fogos de artifício de kryptonita que a torna o desejo de todos os homens. Para um dos homens, quando o desejo passa, ele decide que realmente quer Chloe e a sequestra.

### Histórias em quadrinhos
Em 2012, a série Smallville continuou por meio de quadrinhos, com Smallville Season Eleven. Escrita por Bryan Q. Miller, que escreveu para a série de televisão, a história em quadrinhos retoma a história dos personagens de Smallville seis meses depois de "O Borrão" salvar a Terra do Apokolips. Clark não luta mais contra o crime com o pseudônimo "O Borrão", mas foi apelidado de Superman pelas massas.
Durante a história em quadrinhos, Clark continuou suas batalhas com Lex Luthor, que havia perdido sua memória. Novos personagens foram apresentados, como o Comandante Hank Henshaw, um participante do projeto da LexCorp, Plataformas de Defesa do Guardião. Na terceira edição, Clark, como Superman, confrontou Lex, durante o qual Clark inadvertidamente sugeriu que conhecia Lex antes de sua amnésia. Superman e Batman se encontraram e lutaram, mas declararam uma trégua e começaram a trabalhar juntos, eventualmente se tornando amigos. Clark também se reuniu com Bart Allen, que estava procurando a ajuda de Clark para lutar contra o Flash Negro, que acabou matando Bart durante uma batalha que se seguiu.
Em um ponto, Clark e Michael Jon Carter (Gladiador Dourado) inadvertidamente viajaram para o século 31, onde se viram presos em uma guerra entre Nova Krypton, liderado por Kara, e um exército de xenófobos, durante o qual Apocalypse é despertado e, em seguida, derrotado quando todos os beligerantes formam uma aliança. No futuro, Clark conheceu uma criança chamada Bartholomew Allen, fazendo com que Clark suspeitasse que ele era descendente de Bart e dando a ele esperança de que Bart ainda estava vivo. Depois de conhecer Diana Prince, com quem se uniu para derrotar Hades e Felix Fausto, Clark, como Superman, decidiu revelar ao Presidente que ele não era um indivíduo infectado por meteoros como o público acreditava, mas era de outro planeta. Mais tarde, Clark tentou reunir os heróis e o mundo para se opor aos Monitores. Depois que o filho de Oliver e Chloe, Jonathan, nasceu, eles nomearam Clark e Lois como os padrinhos da criança.

### Arrowverse
Em setembro de 2019, foi anunciado que Welling iria reprisar seu papel como Clark Kent no evento crossover do Arrowverse, "Crisis on Infinite Earths". Durante o crossover, ele brevemente conversa com Iris West (Candice Patton), juntamente com Clark Kent e Lois Lane da Terra-38 (Tyler Hoechlin e Bitsie Tulloch), que tentam alertá-lo sobre a iminente destruição do Multiverso. Ele é então confrontado pelo Lex Luthor da Terra-38 (Jon Cryer), que tentou usar o "Livro do Destino" para matar Supermans em todo o Multiverso. No entanto, Lex falha em subjugar esta versão de Clark com kryptonita, já que Clark revela que desistiu de seus poderes para que pudesse ter uma vida normal com sua esposa Lois e suas filhas. Embora Lex tente lutar contra ele, Clark o derrota facilmente, levando Lex a sair do local. Clark explica tudo o que ficou sabendo para Lois, mas ela acha que ele está brincando. O produtor Marc Guggenheim afirmou: "Quando começamos a falar de Crise nas Infinitas Terras, nossa prioridade absoluta foi garantir que Tom reprisaria seu icônico papel de Clark Kent." Comentando sobre a participação de Clark e Lois, Erica Durance disse: "É uma pequena olhada no futuro deles e nas diferentes escolhas que fizeram para ficarem juntos. É um momento de círculo completo que é muito bom."